# Polska Żegluga Morska
Polska Żegluga Morska (PŻM, też Polsteam, Polish Steamship Company) – szczecińskie, państwowe przedsiębiorstwo armatorskie; najstarsze w Polsce, posiadające własną flotę składającą się z 53 statków o łącznej nośności ponad 2 mln ton. Jest jedną ze spółek Polskiej Żeglugi Morskej PP GK.

## Historia
PŻM powstała w 1951, w wyniku likwidacji dwóch przedwojennych armatorów Gdynia–Ameryka Linie Żeglugowe (GAL) oraz Żeglugi Polskiej (ŻP) i od początku działalności skupiła się na uprawianiu żeglugi trampingowej. Na początku swego istnienia flota PŻM liczyła 11 statków o łącznej nośności 27 000 ton.

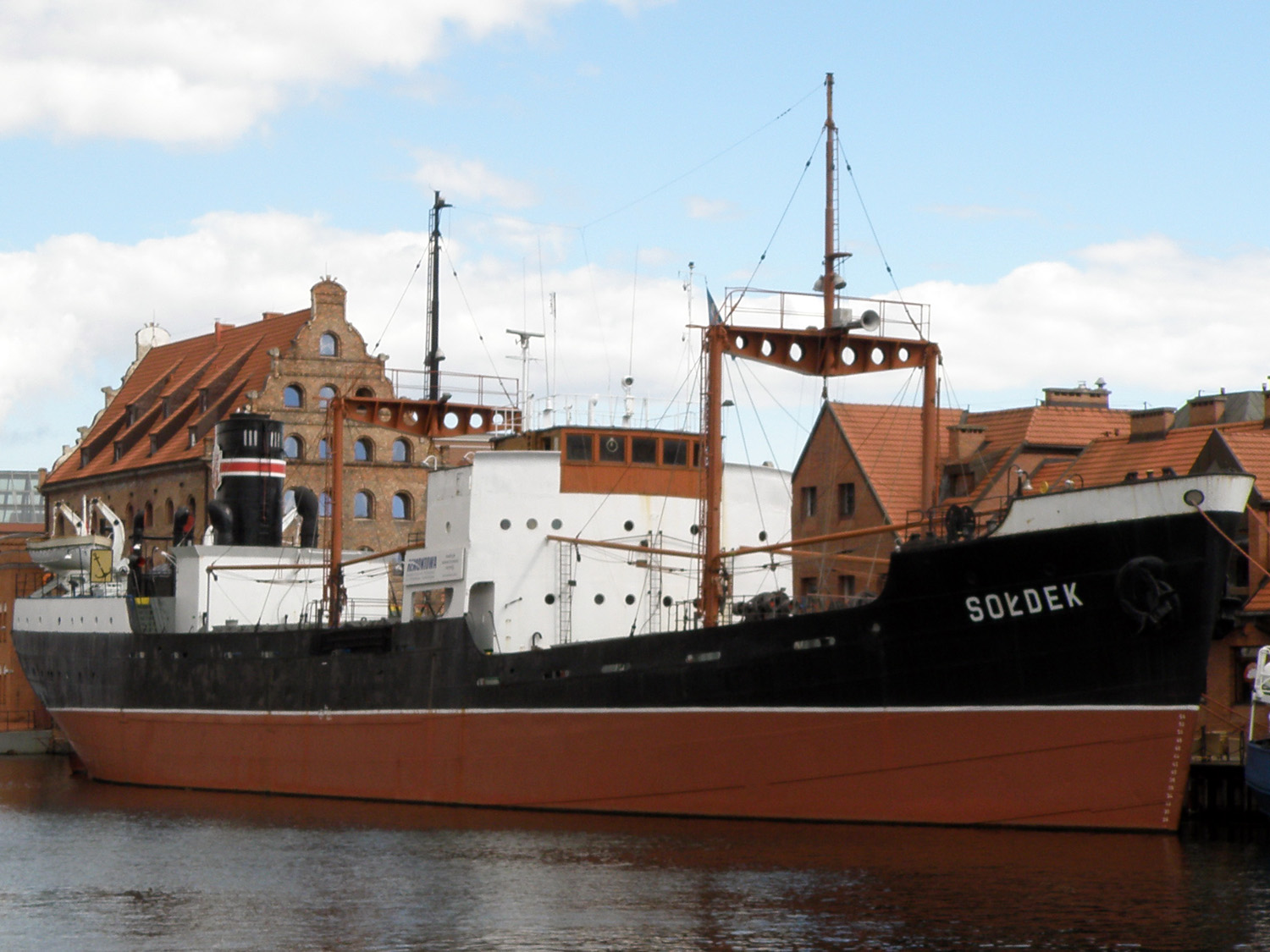
SS Sołdek

Pierwszymi jednostkami armatora były parowce zbudowane w 1926 we francuskiej stoczni Navals Francais w Blainville. Były to: SS Wilno, SS Kraków, SS Toruń, SS Poznań, SS Katowice. Inne jednostki, które znalazły się we flocie PŻM to: kabotażowiec MS Narew (310 DTW) zbudowany w Niemczech w 1938, MS Elbląg (1699 DTW) zbudowany w 1944; pod zarząd armatora zostały też oddane cztery statki z serii B-30, tj. SS Sołdek, SS Jedność Robotnicza, SS Pstrowski i SS Brygada Makowskiego zbudowane w latach 1949–1950 w Stoczni Gdańskiej.
W pierwszych latach działalności PŻM wysyłała swoje statki w relacjach bliskiego i średniego zasięgu, tj. w rejony Bałtyku oraz mórz Północnego i Śródziemnego. Głównymi towarami były eksportowane: węgiel, drewno i nawozy, a importowane: rudy żelaza. Były to w dużej większości przewozy w żegludze trampowej, lecz armator od roku 1951 posiadał trzy regularne linie: Szczecin – Sztokholm, Szczecin – Londyn – Rouen i Szczecin – Hamburg – Rotterdam – Antwerpia.
Jako bezpośrednia (w prostej linii) spadkobierczyni tradycji Żeglugi Polskiej, przedwojennego polskiego armatora – PŻM to najstarsze polskie przedsiębiorstwo armatorskie.  
PŻM specjalizuje się głównie w przewozach masowych, jednak posiada także cztery promy, które obsługują połączenia Polski ze Szwecją (linie Świnoujście – Ystad i Świnoujście – Trelleborg).
W połowie pierwszej dekady XXI wieku PŻM rozpoczęła program odnowy tonażu, wprowadzając od 2008 roku kilkadziesiąt nowych masowców budowanych w Chinach. 
Najnowszy program inwestycyjny, powstały w 2022 roku, zakłada budowę 12 bliźniaczych statków typu laker-max, o nośności 37,000 dwt. każdy. Będą one wschodzić do eksploatacji co kwartał w latach 2024-26. Pierwszy z nich m/s "Polsteam Dąbie" został odebrany ze stoczni w styczniu 2024 r. Statki te są konstrukcyjnie przystosowane do wpływania na Wielkie Jeziora Amerykańskie, gdzie PŻM od lat 80. XX w. jest jednym ze światowych liderów, jeśli chodzi o jednostki oceaniczne. 
Armator mieścił się początkowo w Szczecinie przy ul. Wyszaka, następnie przy ul. Małopolskiej 44 (1952-1992), obecnie przy placu Rodła 8 (od 1992). 

## Flota
Przedsiębiorstwo posiada 55 statków (2024), są to masowce (51 jednostek), i 4 promy (MF Polonia, MF Gryf, MF Wolin, MF Skania zarządzane przez spółkę-córkę Unity Line) o łącznej nośności (DWT) ponad 2,2 mln ton. PŻM przewozi rocznie ok. 14 mln ton ładunków. 
Grupa masowców podzielona jest na podgrupy w zależności od wielkości. PŻM dysponuje masowcami dwóch grup : 8 typu panamax o nośności 80,000-82,000 ton (np. m/s „Tatry”) oraz 43 typu handysize o nośności od 30,000 do 40,000 ton. (np. m/s „Szczecin”).
Kolejną podgrupą w sektorze jednostek typu handysize są tzw. jeziorowce (laker-max). PŻM ma obecnie 17 takich jednostek. Statki te przystosowane są wymiarami (199,99 m długości i szerokość 23,70 m), do szerokości śluz i kanałów Wielkich Jezior Amerykańskich, dla którego to rynku są budowane.

## Zarządzanie
PŻM wraz ze spółkami zależnymi tworzy grupę kapitałową Polska Żegluga Morska PP GK. W skład grupy, wchodzą takie przedsiębiorstwa jak: Żegluga Polska S.A., Polsteam Frachtowanie, Polsteam Shipping Agency, Unity Line czy Marine Medical Services. Na rok 2023, grupa posiada 133 jednostki zależne, współzależne lub stowarzyszone.
Na 2023 rok, grupa posiada aktywa o wartości 4,83 mld zł. W roku 2022 miała aktywa o wartości 6,49 mld zł. W roku 2021 łączna wartość aktyw wynosiła 5,86 mld zł, a w 2020 4,86 mld zł.
Przychody grupy:
| Rok  | Przychód [w tys] | Wynik netto [w tys] |
| ---- | ---------------- | ------------------- |
| 2016 | 1 208 073,00     | -744 185,00 zł      |
| 2017 | 1 345 323,00     | 109 572,00 zł       |
| 2018 | 1 462 871,00 zł  | 183 995,00 zł       |
| 2019 | 1 587 025,00 zł  | 37 870,00 zł        |
| 2020 | 1 339 035,00 zł  | -255 381,00 zł      |
| 2021 | 2 373 575,00 zł  | 870 095,00 zł       |
| 2022 | 2 562 740,00 zł  | 282 646,00 zł       |
| 2023 | 1 575 536,00 zł  | -903 609,00 zł      |
| 2024 | 1 684 659,00 zł  | -312 506,00 zł      |

### Liczba pracowników PŻM[13]
- 1951 – 832[14]
- 1960 – 2195
- 1965 – 4164
- 1970 – 4949
- 1980 – 6872
- 1990 – 6570
- 1998 – ok. 3000
- 2005 – 2839
- 2011 – 4000
- 2016 – 2688[15]
- 2018 – 2988[16]
- 2022 – 2247[1]

### Dyrektorzy naczelni, zarządcy komisaryczni[17]
- 1951 – Izydor Dryżał
- 1951 – Adam Kupryński
- 1952–1954 – Marian Gronowicz
- 1954–1955 – Mieczysław Skorupiński
- 1955–1956 – Herman Burau
- 1956–1957 – Gerard Kryska
- 1957 – kpt. Juliusz Bilewicz
- 1957–1963 – Witold Małecki
- 1963–1964 – kpt. Jerzy Dyrowicz
- 1964–1969 – Ryszard Karger
- 1969–1976 – Tadeusz Żyłkowski
- 1976–1985 – Ryszard Karger
- 1986–1991 – Mieczysław Andruczyk
- 1991–1994 – Franciszek Makarewicz
- 1994–1998 – Janusz Lembas
- 1998–1999 – Paweł Brzezicki, kierownik
- 1999–2004 – Paweł Brzezicki
- 2004–2005 – Andrzej Cieśliński, kierownik
- 2005–2016 – Paweł Jeremi Szynkaruk
- 2017–2019 – Paweł Brzezicki, zarządca komisaryczny
- 2019–2020 – Maria Skubniewska, kierownik tymczasowy
- 2020 – 2024 – Andrzej Wróblewski, dyrektor[18]
- 2024 – Dariusz Doskocz, dyrektor[19]

## Zdjęcia

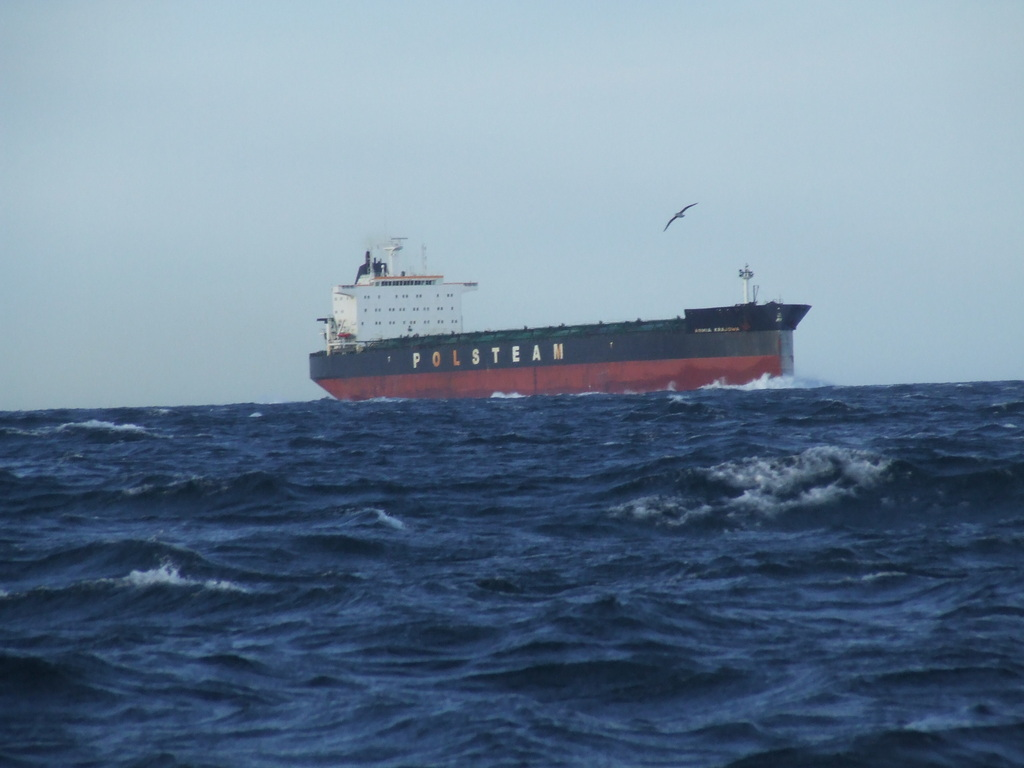
MS Armia Krajowa – statek PŻM
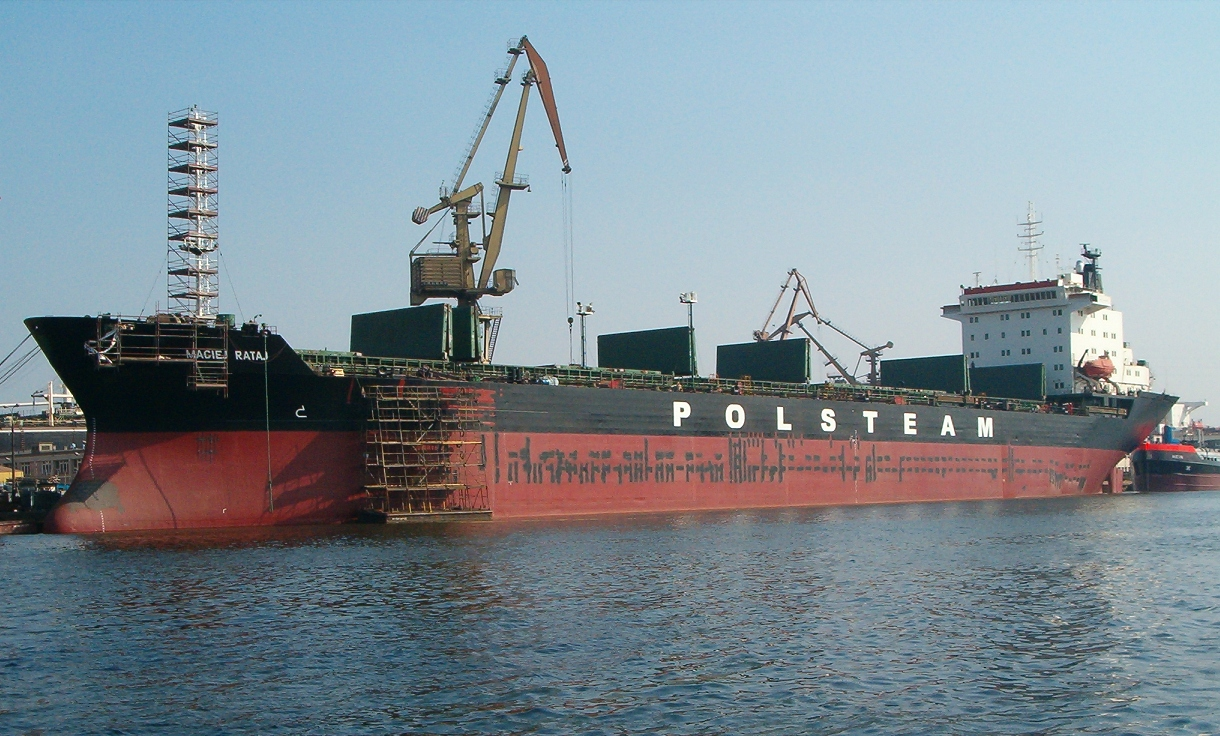
MS Maciej Rataj – statek PŻM podczas remontu w stoczni
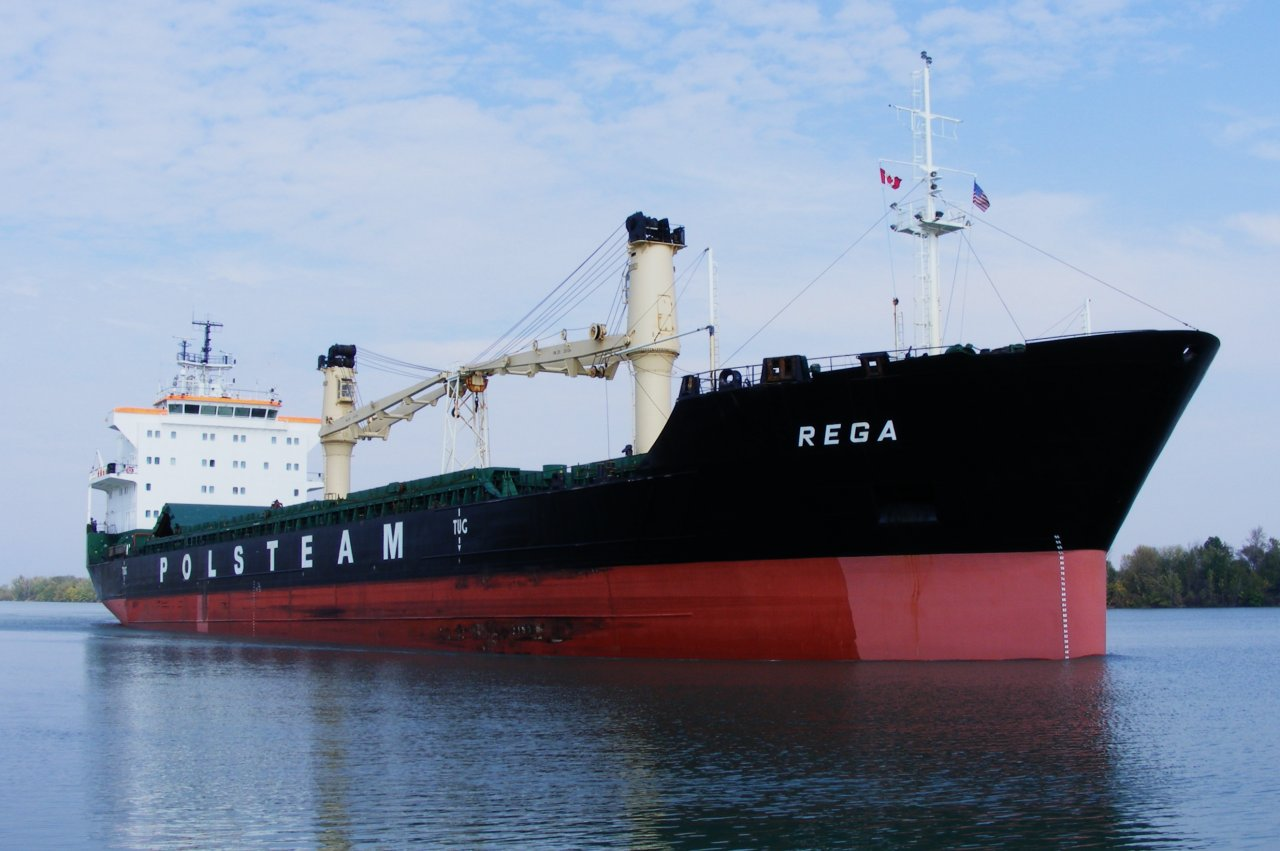
MS Rega – statek PŻM
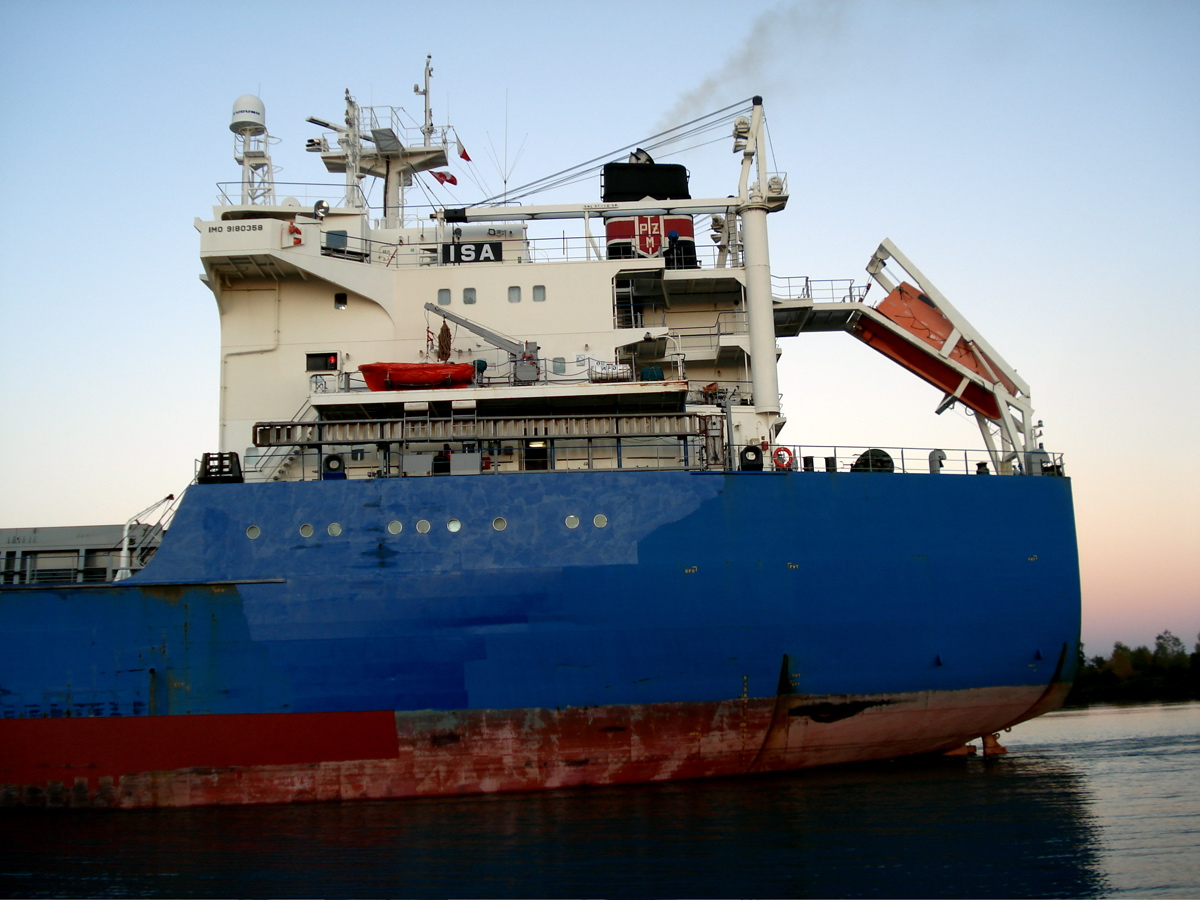
Masowiec MS Isa (34 939 BRT), statek PŻM przechodzi przez Kanał Welland